# Beenworp

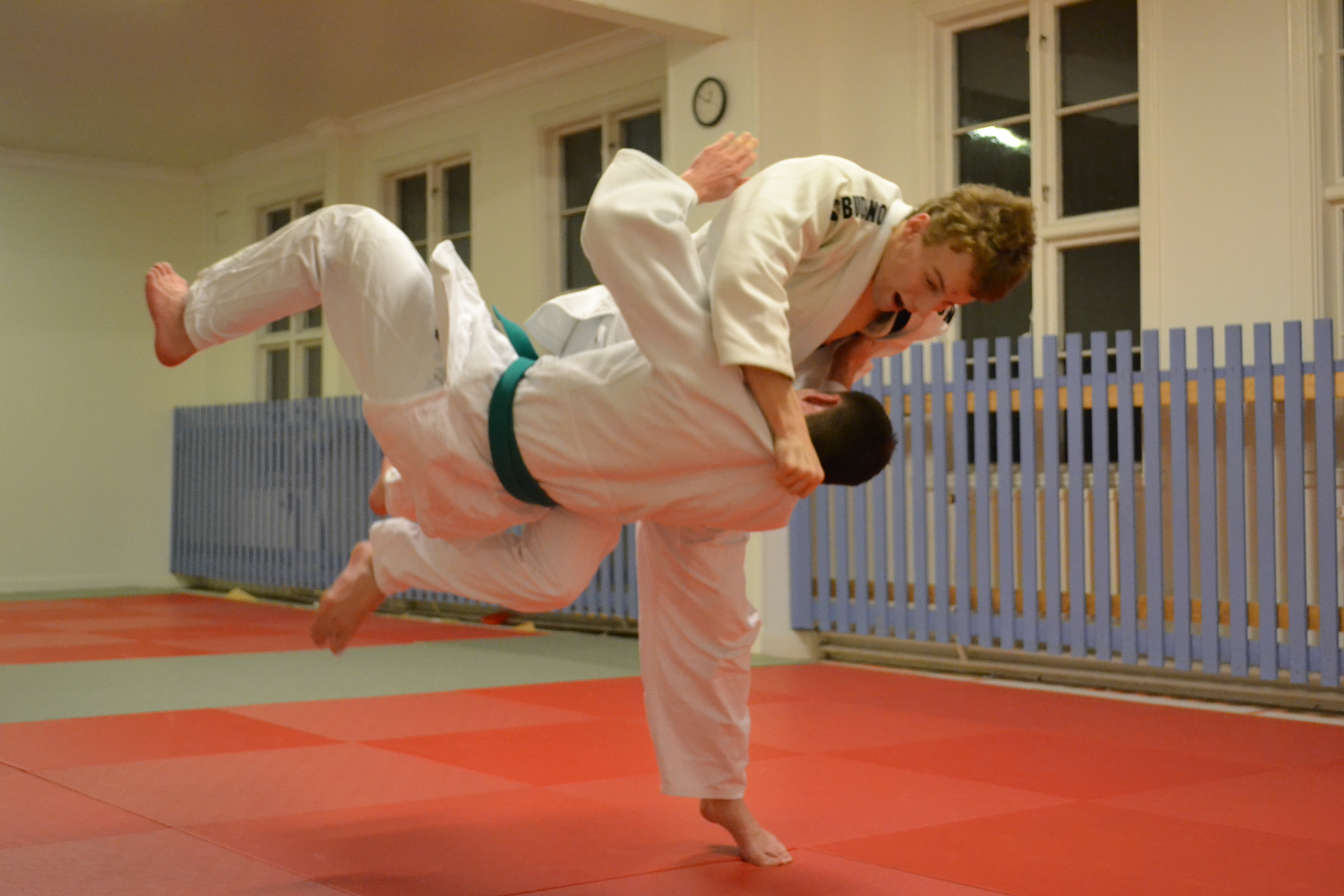
O-soto-gari

Een beenworp is een werptechniek  die met het been wordt uitgevoerd. De diverse beenworpen (Japans: 足技, Ashi Waza) maken deel uit van de technieken in zelfverdedigingskunsten als het jiujitsu en vechtsporten zoals het judo. 
Een beenworp is een werptechniek uitgevoerd met been of voet en op een been of voet van de tegenstander. Zoals alle werptechnieken, wordt ook een beenworp uitgevoerd nadat de tegenstander uit balans is of is gebracht. 
Voorbeeld van beenworpen zijn: 
- o-soto-gari, groot-buitenkant-maaien

Om O-soto-gari uit te voeren ga je recht voor je tegenstander staan. Vervolgens neem je de tegenstander met je rechterarm bij zijn kraag, en met je linkerarm neem je zijn mouw bij zijn elleboog. Je tegenstander neemt jou op dezelfde manier vast. Dit is hoe je elke staande worp begint. Vervolgens zet je je linkervoet stevig naast zijn rechtervoet. Met je schouder en armen zorg je dat je tegenstander al een beetje uit balans is, en helemaal steunt op zijn rechtervoet. Je rechtervoet zwaai je daarna recht omhoog tussen zijn rechtervoet en jou linkervoet door. Vervolgens maai je vlot met je rechterbeen zijn rechterbeen weg.
- de-ashi-barai, voorwaarts-voet-wegvegen
- hiza-guruma, knie-rad
- ko-soto-gake, klein-buitenkant-haken
- o-uchi-gari, groot-binnenkant-maaien
- ko-uchi-gari, klein-binnenkant-maaien
- o-soto-guruma, groot-buitenkant-rad
- o-soto-otoshi, groot-buitenkant-laten vallen
- ko-soto-gari, klein-buitenkant-maaien
- sasae-tsuri-komi-ashi, dragen-ophangen-binnenwaarts-voet
- harai-tsuri-komi-ashi, wegvegen-ophangen-binnenwaarts-voet
- o-soto-gake, buitenkant-haken
- ko-uchi-maki-komi, klein-binnenkant-inrollen-binnenwaarts
- ashi-guruma, voet-rad
- uchi-mata, binnenkant-dij